# 森長一誠
森長 一誠 （もりなが いっせい、2001年8月11日 - ）は、日本のメンズファッションモデル、タレント、TikToker。身長168cm。血液型はA型。静岡県出身。
趣味はバイク運転と釣りで、現在は（カワサキ・ニンジャ250）を所有している。LUVに所属していた。

## 出演

### イベント
- OSAKA Girls Fes （2019年11月）
- FashionLeaders

### TV
- AbemaTV 『今日、好きになりました。』 ハワイ編・台湾編・卒業編 （2020年3月）
- AbemaTV 『シャッフルアイランド Season2』[2]
- ABEMA『ラブパワーキングダム〜恋愛強者選挙〜』（2025年2月19日 - 4月9日）[3]

### 出演媒体
- TEENS Channel （2019年12月）